# Maurice Lemoigne
Maurice Lemoigne est un ingénieur agronome et biologiste français né à Paris 6e le 16 décembre 1883. Il est élu membre de l’académie des sciences en 1952. On lui attribue la découverte des polyhydroxyalcanoates.

## Biographie
Maurice Lemoigne est fils de libraire rue Bonaparte à Paris. Il entre comme boursier à l'Institut national agronomique d'où il sort ingénieur en 1906. En 1905, il entre au laboratoire de Müntz pour participer aux recherches sur la nitrification appliquée à l'épuration des eaux.
En 1908-1909, il rejoint l'Institut Pasteur de Saïgon, où il doit veiller au montage, à la mise en route et à la surveillance des filtres d'eau potable de la ville de Cholon. À la suite de cette expérience et grâce à la recommandation d'Alexandre Yersin, il intègre le laboratoire de chimie agricole de l'Institut Pasteur de Paris dirigé à l'époque par le professeur Pierre Mazé. Il y travaille d'abord comme préparateur, puis y soutient en 1913 sa thèse de doctorat ès sciences physiques sur le rôle de microbes dans l'épuration des eaux d'égouts. 
Bien qu'il ait été réformé en 1905, il se porte engagé volontaire pendant la Première Guerre mondiale.
En 1924 il est nommé chef du laboratoire des fermentations et directeur de la station agronomique du Nord (Institut Pasteur de Lille). Il travaillera notamment sur l'amélioration des méthodes de fertilisation des sols. Dès 1928, il est nommé professeur de chimie analytique à l'Institut national agronomique dans la chaire de chimie agricole qu'il fait évoluer en chimie biologique.
En 1940, il revient à l'Institut Pasteur de Paris en tant que chef de service des fermentations, poste qu'il conservera jusqu'à la fin de sa carrière.

## Découverte des polyhydroxyalcanoates
À l'époque ou il était directeur du laboratoire de fermentation de Lille, Maurice Lemoigne rapporte une acidification des suspensions aqueuses des bactéries Bacillus megaterium lorsque celles-ci étaient privées d'oxygène. En 1923, il attribue cette acidité à de l'acide ß-oxobutyrique. Ce n'est que quatre ans plus tard qu'il mettra en évidence un matériau solide dont il caractérisera le point de fusion, la masse molaire et l'activité optique. Il suggérera dans ces publications que ce matériau est issu de la "déshydratation et de polymérisation de l'acide ß-oxobutyrique". Ceci constitue une réelle avancée à l'époque ou le concept de macromolécule n'était pas reconnu.

## Mandats
- Président de la Société française de biochimie et de biologie moléculaire de 1939 à 1940
- Président de la Commission d'hygiène de l'alimentation du Conseil supérieur d'hygiène publique de France en 1943
- Président du comité permanent du conseil scientifique de l'INRA de 1946 à 1964
- Membre de l'Académie des sciences de 1952 à 1967

## Distinctions

### Décorations
- Commandeur de la Légion d'honneur reçu des mains de Gabriel Bertrand (18 novembre 1959)[1]
- Officier de l'Instruction publique (12 juillet 1939)

- Officier de l'ordre du Mérite agricole (30 juin 1938)

### Prix
- 1933 Lauréat de la médaille d'or de l'Académie d'agriculture.
- 1943 Lauréat du prix Laura Mounier de Saridakis de l'Académie des sciences.
- 1948 Lauréat du prix Enzymologia de l'Académie des sciences.
- Nommé professeur honoris causa de l'Institut supérieur des fermentations de Gand

### Sources et bibliographie
- Jean Cranney, INRA, 50 ans d'un organisme de recherche, 1996, Éditions Quae.
- Jean Boulaine, Histoire des pédologues et de la science des sols, 1989, Éditions Quae.